# Đồng Tiến, Khoái Châu
Đồng Tiến là một xã thuộc huyện Khoái Châu, tỉnh Hưng Yên, Việt Nam.

## Địa lý
Xã Đồng Tiến nằm ở phía đông bắc huyện Khoái Châu, có vị trí địa lý:
- Phía đông và phía bắc giáp huyện Yên Mỹ
- Phía tây giáp xã Dân Tiến
- Phía nam giáp xã Việt Hoà

Xã Đồng Tiến có diện tích 9,23 km², dân số năm 2024 là 17.737 người, mật độ dân số đạt 1.417 người/km².

## Hành chính
Ngày 01/12/2024 Nghị quyết số 1248 - NQ/UBTVQH15 của UBTVQH khóa 15 quyết định thành lập xã Đồng Tiến trên cơ sở sáp nhập 2 xã Đồng Tiến và xã Hồng Tiến.
Xã Đồng Tiến được chia thành 08 thôn và 01 Thị Tứ gồm: An Lạc, Cao Quán, Đỗ Xá, Kim Tháp, Thị Tứ Bô Thời, Thổ Khối, Vân Cầu, Vân Ngoại, Vân Nội .

## Lịch sử
Trước đây, Đồng Tiến là một xã thuộc huyện Châu Giang cũ.
Ngày 24 tháng 7 năm 1999, Chính phủ ban hành Nghị định số 60/1999/NĐ-CP về việc chuyển xã Đồng Tiến thuộc huyện Châu Giang cũ chuyển về huyện Khoái Châu mới tái lập quản lý.

## Giao thông
Các tuyến, hệ thống giao thông quan trọng qua đi qua xã Đồng Tiến:
- Quốc lộ 39: đi Phố Nối, Liêu Xá, Lực Điền, Dân Tiến, Bô Thời, phố Trương, chợ Gạo, Triều Dương...
- Đường nối hai cao tốc Hà Nội - Hải Phòng và Cầu Giẽ - Ninh Bình
- Hệ thống xe buýt: 205.

## Văn hóa

### Di tích
Di tích đền An Lạc ở thôn An Lạc thờ Đỗ Anh Vũ là thái úy thời Lý người đã hiến nhiều kế hay cho vua giúp dân, giúp nước. Đền An Lạc đã được Bộ văn hóa thông tin xếp hạng là di tích lịch sử văn hóa cấp quốc gia 1992.

## Kinh tế
Kinh tế xã Đồng Tiến dựa vào nông nghiệp và dịch vụ, tiểu thủ công nghiệp. Về nông nghiệp thì diện tích đất canh tác của xã chủ yếu là khu đồng trũng nên chỉ cấy lúa hai vụ. Nhóm thương mại, tiểu thủ công nghiệp, làng nghề khá phát triển như cơ khí, buôn bán và tái chế phế liệu nhựa, kim loại. Riêng nghề phế liệu thu hút nhiều lao động trong xã tạo thu nhập khá. Một số hộ ở xã còn mở cơ sở thu gom phế liệu ở một số tỉnh thành khác.